# Майер Кошницки
Майер Михайлов Кошницки (Михо) е участник в Съпротивителното движение по време на Втората световна война, български партизанин.

## Биография
Майер Кошницки е роден на 5 юли 1925 г. в град София. Семейството е на български граждани от еврейски произход.
Учи в Земеделското училище (Садово). Тук през 1941 г. е приет за член на РМС. Изключен от училище през март 1943 г. по време на репресиите срещу българските евреи. Записва се в Лозаро-винарското училище (Плевен). Заплашен от полицейски арест преминава в нелегалност на 27 юни 1943 г. и е партизанин от II чета на Партизански отряд „Христо Кърпачев“.
При изпълнение на задача на 6 октомври 1943 г. е заловен в село Гозница (дн. квартал на Ловеч). На следващия ден на 18-т годишна възраст е екзекутиран при кантона на село Орляне, Ловешко.